# Procedimenti giudiziari a carico di Silvio Berlusconi

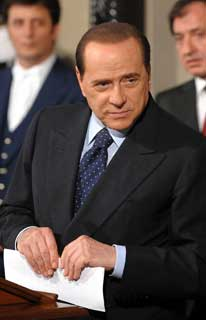
Silvio Berlusconi nel 2008

I procedimenti giudiziari a carico di Silvio Berlusconi sono stati molteplici e si sono svolti nel corso di circa quattro decenni dalla seconda metà degli anni 1980 fino al 2023, anno della sua morte. Al 12 giugno di tale anno, giorno della scomparsa, si contavano 32 processi conclusi e quattro in corso.
Alcuni dei procedimenti a carico di Berlusconi furono archiviati in fase di indagine, altri instaurarono processi nel quale Berlusconi fu prosciolto per via di assoluzioni, declaratorie di prescrizione, amnistie, depenalizzazioni dei reati contestati o altre cause. In alcuni processi furono invece pronunciate, in primo grado o in appello, sentenze di condanna e successivamente di assoluzione in grado definitivo, mentre un solo procedimento portò a una sentenza di condanna definitiva passata in giudicato, ovvero il Processo Mediaset: il 1º agosto 2013 la Corte di cassazione confermò la decisione di condanna della corte di appello a quattro anni di reclusione (di cui tre beneficiati dall'indulto); nei suoi confronti fu però disposta una misura alternativa alla detenzione, ossia l'affidamento in prova al servizio sociale eseguito presso la clinica “Sacra Famiglia” di Cesano Boscone (MI) dal 9 maggio 2014 al 6 marzo 2015, misura per cui Berlusconi richiese poi la riabilitazione, che gli fu concessa dal tribunale di sorveglianza della città di Milano.
Nel 2013, dopo la condanna definitiva per frode fiscale, Berlusconi decadde dalla carica di senatore: per questo motivo, con l'assistenza legale di Ana Palacio (già ministra degli esteri spagnola), presentò un ricorso presso la Corte europea dei diritti dell'uomo sostenendo l'illegittimità della legge Severino in base alla quale era stato dichiarato decaduto; successivamente Berlusconi ritirò il ricorso, chiedendo espressamente che fosse cancellato dal ruolo e determinando così la conclusione del procedimento. Anche in assenza della legge Severino, del resto, la pena accessoria dell'interdizione dai pubblici uffici per 5 anni, inflitta a Berlusconi nel 2013 all'esito del processo Mediaset, gli avrebbe comunque impedito di continuare a rivestire una carica pubblica (nonostante la minor durata temporale di tale pena accessoria).

## Elenco riassuntivo
| Esito                             | Esito                              | Procedimenti e capi di imputazione |
| --------------------------------- | ---------------------------------- | --- |
| Sentenze di condanna              | Sentenze di condanna               | - Processo Mediaset Frode fiscale, falso in bilancio, appropriazione indebita: condanna definitiva a 4 anni di reclusione. |
| Sentenze di non luogo a procedere | Prescrizione                       | - Lodo Mondadori Corruzione semplice. - All Iberian 1 Finanziamento illecito ai partiti - Consolidato Fininvest Falso in bilancio. - Bilanci Fininvest 1988-1992 Falso in bilancio e appropriazione indebita. - Caso Lentini Falso in bilancio. - Corruzione dell'avvocato David Mills Presunta corruzione dell'avvocato David Mills per indurlo a compiere falsa testimonianza nei processi All Iberian e Arces. - Unipol Rivelazione di segreto d'ufficio. - Corruzione del senatore De Gregorio Concorso in corruzione. |
| Sentenze di non luogo a procedere | Intervenuta amnistia               | - Acquisto dei terreni di Macherio Falso in bilancio (primo capo di imputazione). - Falsa testimonianza |
| Sentenze di non luogo a procedere | Morte del reo                      | - Processo escort Induzione a rendere false dichiarazioni all'autorità giudiziaria. Interrotto in fase di dibattimento. - Finanziamento illecito ai partiti Finanziamento illeciti erogati al Movimento Italiani nel Mondo. Interrotto in fase istruttoria. - Corruzione dei senatori Razzi e Scilipoti Corruzione di due senatori dell'IdV per passare al PdL. Interrotto in fase istruttoria. - Stragi del 1992-1993 (secondo fascicolo) Concorso in strage. Indagato con Marcello Dell'Utri. Interrotto in fase istruttoria. |
| Sentenze di assoluzione           | Il fatto non costituisce più reato | - All Iberian 2 Falso in bilancio, assolto perché il fatto non è più previsto dalla legge come reato in seguito alle riforme del Governo Berlusconi II. - Processo SME (falso in bilancio) Falso in bilancio, assolto perché il fatto non è più previsto dalla legge come reato in seguito alle riforme del Governo Berlusconi II. |
| Sentenze di assoluzione           | Il fatto non costituisce reato     | - Processo Ruby Prostituzione minorile, assolto perché il fatto non costituisce reato. |
| Sentenze di assoluzione           | Il fatto non sussiste              | - Processo Ruby Concussione aggravata, assolto perché il fatto non sussiste in seguito alla modifica della legge del Governo Monti. - Processo SME Corruzione giudiziaria, assolto per non aver commesso il fatto e perché il fatto non sussiste. - Tangenti alla Guardia di Finanza Corruzione, assolto con formula dubitativa (comma 2 art. 530) anche grazie alla falsa testimonianza di David Mills. - Medusa cinematografica Falso in bilancio, assolto in quanto per la sua ricchezza potrebbe non essere stato al corrente dei fatti contestati. - Acquisto dei terreni di Macherio Appropriazione indebita, frode fiscale, falso in bilancio (secondo capo di imputazione). - Mediatrade Appropriazione indebita e frode fiscale, assolto per non aver commesso il fatto. - Inchiesta Mediatrade di Roma Evasione fiscale e reati tributari, assolto perché il fatto non sussiste. L'inchiesta di Roma è uno stralcio dell'inchiesta Mediatrade effettuata dai giudici milanesi. - Processo Ruby-ter. L'inchiesta lo vedeva imputato per corruzione in atti processuali. |
| Procedimenti archiviati           | Procedimenti archiviati            | - Spartizione pubblicitaria Rai-Fininvest - Traffico di droga - Tangenti fiscali Pay-tv. Stragi del 1992-1993 Concorso in strage. - Concorso esterno in associazione mafiosa Indagato insieme a Marcello Dell'Utri per riciclaggio di denaro sporco. - Caso Saccà Corruzione e istigazione alla corruzione. - Voli di Stato Abuso d'ufficio. - Diffamazione aggravata dall'uso del mezzo televisivo - Inchiesta di Trani Abuso d'ufficio per le pressioni esercitate sul Presidente dell'AGCOM. - Laurea di Antonio Di Pietro Diffamazione aggravata ai danni di Antonio Di Pietro, accusato di avere ottenuto la laurea grazie ai servizi segreti. |

## Procedimenti conclusi

### Sentenze di condanna

#### Processo Mediaset
I P.M. Alfredo Robledo e Fabio De Pasquale, che hanno collezionato 500000 pagine di atti con rogatorie in vari Paesi, il 22 aprile 2005 (ma la notizia resterà riservata fino al 26) hanno richiesto il rinvio a giudizio per 14 indagati:
- Silvio Berlusconi (appropriazione indebita, frode fiscale e falso in bilancio)
- Fedele Confalonieri (falso in bilancio)
- Farouk Mohamed Agrama, detto Frank Agrama (uomo di "appoggio" della Fininvest in America)
- David Mills (avvocato e marito di Tessa Jowell, ministro del governo di Tony Blair)
- Daniele Lorenzano (capoacquisti Fininvest)
- Paolo del Bue (banchiere svizzero)
- Candia Camaggi (cugino di Berlusconi e consorte, responsabili della finanza svizzera)
- altri dirigenti di Fininvest e Mediaset.

Oltre a queste sono state stralciate (cioè verranno contestate in procedimento separato) le posizioni di Marina Berlusconi (assurta a presidente Fininvest) e Pier Silvio Berlusconi, accusati di riciclaggio di denaro.
Il procedimento si è originato dall'indagine All Iberian, un cui filone d'inchiesta verteva su due società estere collegate alla Silvio Berlusconi Finanziaria (società lussemburghese), la Century One e la Universal One. Sui conti di tali società hanno lasciato l'ultima traccia i fondi neri «distratti su conti bancari in Svizzera, Bahamas e Monte Carlo […] nella disponibilità degli indagati […] e gestiti da fiduciari di Berlusconi». La cresta sulla compravendita dei diritti di film statunitensi avveniva, secondo l'ipotesi accusatoria, in modo illegale: Mediaset non li comprava direttamente, ma da società offshore (Century One, Universal One e altre come Wiltshire Tradin e Harmony Gold) che a loro volta li cedevano ad altre società gemelle, facendo lievitare il prezzo a ogni passaggio. La differenza fra il valore reale e quello finale consentiva di mettere da parte fondi neri.
Berlusconi avrebbe dunque incamerato fondi neri (280 milioni di euro in dollari, lire, franchi francesi e svizzeri e fiorini olandesi), senza pagarvi le tasse e frodando i propri azionisti, incorrendo nel reato di falso in bilancio. La difficoltà maggiore per i PM di questo procedimento è stato capire come avvenivano tali operazioni, considerato che l'ex premier ha lasciato tutte le cariche sociali nel 1993. Berlusconi avrebbe continuato a occuparsi delle società tramite prestanome: l'ipotesi accusatoria è suffragata dalle testimonianze di Carlo Bernasconi (capo della Silvio Berlusconi Communications), di Oliver Novick (responsabile della Direzione Corporate Development) e di Marina Camana (segretaria di Bernasconi che, secondo le rivelazioni della rivista l'Espresso, ha raccontato proprio che le indicazioni per gli acquisti venivano da Arcore).
Il 18 giugno 2012 i PM Fabio De Pasquale e Sergio Spadaro hanno chiesto al giudice una condanna di tre anni e 8 mesi per frode fiscale da 7,3 milioni di euro. Il 26 ottobre 2012 i giudici del Tribunale di Milano hanno condannato Silvio Berlusconi a quattro anni di reclusione (quattro mesi in più di quanto chiesto dalla pubblica accusa) e il produttore cinematografico Frank Agrama a tre anni, mentre Fedele Confalonieri, presidente di Mediaset, è stato assolto per non aver commesso il fatto; ai manager Daniele Lorenzano e Gabriella Galetto sono state inflitte, rispettivamente le condanne a tre anni e otto mesi e un anno e due mesi di reclusione. Tutte le pene sono condonate nella misura di tre anni per via dell'indulto del 2006. Per l'ex presidente del Consiglio i giudici hanno inoltre stabilito come pena accessoria l'interdizione per cinque anni dai pubblici uffici e l'interdizione per tre anni a contrattare con la pubblica amministrazione. Agli imputati, in totale undici, veniva contestata la frode fiscale; segnatamente, il delitto di dichiarazione fiscale fraudolenta mediante uso di fatture o altri documenti per operazioni inesistenti (art. 2, d.lgs. 74/2000, recante la disciplina dei reati in materia di imposte sui redditi e sul valore aggiunto). I giudici hanno disposto un versamento a titolo di provvisionale di 10 milioni di euro da parte degli imputati condannati all'Agenzia delle Entrate. Per Paolo Del Bue (Banca Arner) è stato dichiarato il non luogo procedere per intervenuta prescrizione. Gli altri imputati sono stati assolti o si sono visti riconoscere la prescrizione del reato.
Il 9 novembre 2012 Silvio Berlusconi, tramite i suoi legali, ha depositato il ricorso in appello, ma l'8 maggio 2013 la Corte d'Appello di Milano ha confermato la condanna di quattro anni di reclusione, cinque anni di interdizione dai pubblici uffici e tre anni dagli uffici direttivi. Infine, il 1º agosto 2013 la sezione feriale della Corte di cassazione, presieduta da Antonio Esposito, ha confermato la condanna a quattro anni di detenzione per frode fiscale a carico di Berlusconi (e degli altri tre imputati che avevano presentato il ricorso: Frank Agrama, Gabriella Galetto e Daniele Lorenzano), di cui tre da non scontare grazie all'indulto del 2006, disponendo tuttavia il rinvio alla corte d'appello di Milano per la rideterminazione della pena accessoria dell'interdizione dai pubblici uffici.
Il 4 ottobre 2013 la Giunta delle elezioni e delle immunità parlamentari presieduta da Dario Stefano si è dichiarata favorevole alla decadenza di Silvio Berlusconi da senatore in base alla legge Severino che prevede l'incandidabilità per persone condannate a pene superiori a due anni; sempre per effetto di tale legge, il senatore è risultato incandidabile fino al 2019.
Il 19 ottobre dello stesso anno, la Corte d'Appello di Milano, così come disposto dalla Corte di Cassazione, ha condannato Berlusconi alla pena accessoria di due anni di interdizione dai pubblici uffici.
Il 27 novembre 2013 il Senato della Repubblica ha votato a favore della decadenza da senatore di Berlusconi, che dunque ha perso la carica di parlamentare.
Il 18 marzo 2014 la Corte di Cassazione ha confermato la pena accessoria di due anni di interdizione dai pubblici uffici, così come inflitta dalla Corte d'Appello di Milano, rendendola così definitiva. Il 10 aprile 2014 viene confermata la proposta di affidare il condannato in prova ai servizi sociali, prova che sconterà poi fino al 6 marzo 2015 presso una clinica per anziani di Cesano Boscone.
Il 14 aprile seguente il tribunale di sorveglianza di Milano ha depositato l'ordinanza che dichiara espiata la pena per Berlusconi, a cui è stato riconsegnato il passaporto, ed estinta la pena accessoria dell'interdizione dei pubblici uffici per due anni; rimaneva attiva invece l'ineleggibilità in base alla legge Severino, il cui esame non era stato ancora fissato dalla Corte europea dei diritti dell'uomo di Strasburgo
Il 17 maggio 2021 la Corte europea dei Diritti dell'uomo di Strasburgo ha posto un'interrogazione al governo italiano sulla legittimità e la correttezza procedurale della condanna del 2013.

### Sentenze di non doversi procedere per prescrizione

#### Lodo Mondadori

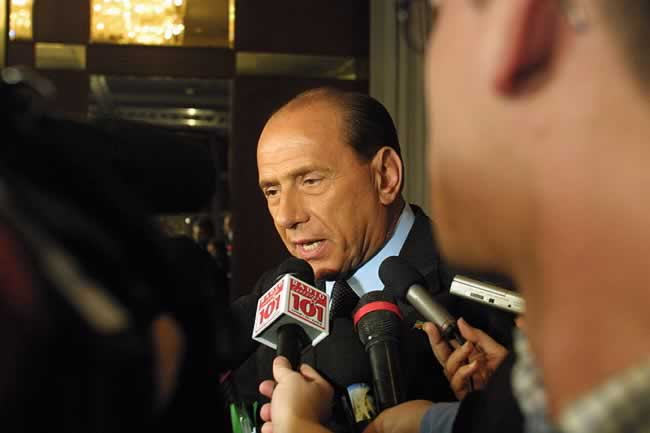
Sivio Berlusconi nel 2001

Berlusconi era accusato (assieme a Cesare Previti, Attilio Pacifico, Giovanni Acampora e Vittorio Metta) di concorso in corruzione in atti giudiziari (art. 319 ter del codice penale), per aver pagato i giudici di Roma in modo da ottenere una decisione a suo favore nel giudizio di impugnazione per nullità del Lodo Mondadori, dal cui esito dipendeva la proprietà della casa editrice.
La posizione di Silvio Berlusconi è stata stralciata in seguito alla sua nomina a Presidente del Consiglio e ad interminabili contrasti tra il Tribunale di Milano, la Procura della Repubblica presso lo stesso Tribunale e la Presidenza del Consiglio, che hanno portato anche all'intervento della Corte costituzionale in sede di soluzione di conflitti di attribuzione tra poteri della Repubblica.
Il giudice dell'udienza preliminare Rosario Lupo ha deciso l'archiviazione del caso, concludendo che la corruzione pluriaggravata ipotizzata dal Pool per il caso Mondadori «non sussiste». La Corte d'appello, su ricorso della procura, decide nel giugno 2001 che per Berlusconi è ipotizzabile il reato di corruzione semplice, e non quello più grave di concorso in corruzione in atti giudiziari in quanto non sono stati provati i provvedimenti giudiziari oggetto della corruzione; in primo grado Cesare Previti è stato condannato, mentre per questo stesso episodio Berlusconi, grazie alla concessione delle attenuanti generiche, ha ottenuto la prescrizione del reato di corruzione semplice (poiché risale al 1991 e la prescrizione, con le attenuanti generiche, scatta dopo 7 anni e mezzo) ed ha evitato una eventuale condanna. La sentenza di appello del processo Mondadori a carico di Previti, confermata dalla Cassazione, dice esplicitamente che il Cavaliere aveva "la piena consapevolezza che la sentenza era stata oggetto di mercimonio".
Del resto la sentenza afferma che "la retribuzione del giudice corrotto è fatta nell'interesse e su incarico del corruttore", cioè di Previti (che è il corruttore secondo la sentenza). La Corte suprema di cassazione ha infine confermato la sentenza d'appello. La sentenza di primo grado a carattere esecutivo del Tribunale di Milano, depositata il 3 ottobre 2009, nella causa civile promossa da Cir contro Fininvest, stabilisce che la Fininvest di Silvio Berlusconi deve risarcire circa 750 milioni di euro (749 955 611,93 €) alla Cir di Carlo De Benedetti per il danno causato dalla corruzione giudiziaria nella vicenda del lodo Mondadori.
Nei giorni immediatamente successivi, Canale 5 ha prodotto un servizio sul giudice Mesiano, autore della sentenza di risarcimento, consistente in un pedinamento commentato. In tale servizio venivano evidenziate quali "stravaganze" il fatto che il giudice fumasse e passeggiasse aspettando il suo turno dal barbiere, ed il colore dei suoi calzini. Gli ordini giornalistici hanno ritenuto ignominiosa la condotta della testata, la Federazione della Stampa ha chiamato "pestaggio mediatico" tale servizio.
Il giudice del processo d'appello, il 9 luglio 2011, ha stabilito che il risarcimento che la Fininvest dovrà pagare alla Cir è di circa 540 milioni di euro (540 141 059,32 €), ai quali si aggiungono tre quarti delle spese processuali dei primi due gradi effettuate dalla Cir (rispettivamente 3 296 000 € per il primo grado e 3 940 000 € per il secondo) ed il pagamento del 12,5% delle spese generali del processo, per un totale di 564 milioni di euro. Dopo il ricorso della Fininvest, il 17 settembre 2013 la Cassazione ha stabilito che la somma definitiva di cui la Cir dovrà essere risarcita è di 494 000 000 €.

#### All Iberian 1
Il 12 luglio 1996 Silvio Berlusconi viene rinviato a giudizio per i reati di finanziamento illecito a un partito politico e falso in bilancio aggravato. Secondo la prima accusa, Silvio Berlusconi avrebbe versato illecitamente 22 miliardi di lire, tra il gennaio 1991 e il novembre 1992, al Partito Socialista Italiano guidato da Bettino Craxi (coimputato nel processo per il medesimo reato). Il denaro sarebbe partito da fondi occulti della società berlusconiana Fininvest per finire nei conti svizzeri del PSI.
Quanto al falso in bilancio Fininvest, Berlusconi avrebbe perpetrato questo reato a partire dal 1989 fino al 1996, mediante il controllo di una serie di operazioni volte a trasferire ingenti somme di denaro (migliaia di miliardi di lire) all'estero attraverso l'utilizzo di numerosissime società offshore, con lo scopo, talvolta, di reimpiegare detto denaro in altre attività illecite.
Il processo All Iberian, dal nome della società dietro cui alcuni testimoni d'accusa hanno sostenuto si celasse Fininvest, ebbe inizio il 21 novembre 1996. Tuttavia, per una violazione di legge operata dalla magistratura requirente, che non aveva reso possibile alla società Fininvest di partecipare al processo in qualità di parte offesa, il 17 giugno 1998, circa un mese prima della prevedibile emissione della sentenza di primo grado, il processo fu diviso in due tronconi: da una parte sarebbe proseguito il giudizio sulla presunta violazione della legge sul finanziamento dei partiti politici (cosiddetto processo All Iberian 1); dall'altra, la violazione procedurale ha comportato l'azzeramento del processo per la parte relativa al falso in bilancio, che è pertanto ricominciato nel gennaio 1999 (cosiddetto processo All Iberian 2).
Finché il processo All Iberian è stato trattato unitariamente, il reato asseritamente commesso fino al 1992 era ancorato al falso in bilancio contestato fino al 1996; ciò tuttavia non modificava l'aspetto relativo alla possibile estinzione per prescrizione, in quanto essa decorre autonomamente per ciascun reato, salva la contestazione (secondo la normativa all'epoca in vigore) della continuazione (art. 81 c.p.). Avvenuta la separazione dei processi, il finanziamento illecito fu perseguito da solo, con la conseguenza che il termine prescrizionale di sette anni e mezzo sarebbe decorso dal 1992, mettendo in pericolo la pronuncia di una sentenza definitiva di merito.
Nel processo di primo grado, concluso il 13 luglio del 1998, il proscioglimento per prescrizione era stato dichiarato solo per il versamento di 10 dei 22 miliardi di lire contestati; per la restante parte dell'accusa Berlusconi era stato condannato a 2 anni e 4 mesi di reclusione e al pagamento di una multa di 10 miliardi di lire.
Il processo All Iberian si è concluso il 22 novembre 2000, quando la Corte di cassazione, confermando la sentenza d'Appello emessa il 26 ottobre 1999, ha dichiarato il proscioglimento dell'imputato per intervenuta prescrizione del reato. La Corte non ha ritenuto di assolvere l'imputato nel merito in quanto «la prova della innocenza era incompleta ed erano necessari ulteriori attività istruttorie»; attività che non sono consentite in sede di giudizio di legittimità.

#### Consolidato Fininvest
Il 29 gennaio 2001 il PM Francesco Greco compie un'indagine nella quale sono presenti 26 indagati tra cui Silvio Berlusconi con l'accusa di falso in bilancio. Secondo il giudice il gruppo Fininvest ha utilizzato, nel periodo che va dal 1989 al 1996, 65 società estere per movimentare e accantonare, fuori bilancio, circa 1550 miliardi di lire.
I soldi sarebbero stati utilizzati per finanziare con 644 miliardi finti soci di Telepiù per celarne il controllo in violazione della legge Mammì, avrebbe inoltre fatto lo stesso in Spagna per Telecinco con 456 miliardi. Secondo il giudice parte dei fondi neri sarebbero stati utilizzati per operare in Borsa sui titoli Rinascente, Standa, Mondadori e Sbe aggirando gli obblighi di informativa all'autorità di controllo. Avrebbe coperto perdite del Milan con 57 milioni di dollari nel periodo che va dal 1992 al 1994 e si è accollato 122 miliardi di compensi in nero ai calciatori e anche ai giocatori di rugby, hockey e pallavolo. Berlusconi avrebbe inoltre utilizzato parte dei 1550 miliardi per liquidare pagamenti riservati a Craxi, Previti e Squillante. Avrebbe infine utilizzato i fondi neri per corrompere con 5 miliardi due dirigenti dell'Isveimer (istituto creato per facilitare le imprese del Mezzogiorno) per far sì che la Fininvest ottenesse 450 miliardi di finanziamenti bancari. Parte dei fondi bancari, secondo il PM Francesco Greco, sarebbero stati trasferiti alle Bahamas presso la Finter Bank di Nassau.
Il 30 giugno 2001 viene chiesto il rinvio a giudizio ma la data dell'udienza preliminare non viene mai fissata dato che il 14 febbraio 2003 il giudice per le indagini preliminari deposita la sentenza dichiarando il non luogo a procedere per prescrizione del reato di falso in bilancio. La prescrizione è avvenuta anche grazie al decreto legislativo approvato dal governo presieduto dallo stesso Berlusconi che depenalizza il falso in bilancio.
Il 4 marzo 2003 la procura decide di ricorrere in cassazione perché, sostiene Greco, la mancata udienza preliminare gli ha impedito di sollevare un'eccezione d'incostituzionalità e di incompatibilità con le direttive comunitarie delle nuove norme sui reati societari e con il trattato dell'Ocse. La Corte di Cassazione il 14 aprile 2004 respinge il ricorso del PM e conferma la sentenza di prescrizione.

#### Bilanci Fininvest 1988-1992
Silvio Berlusconi è stato accusato insieme al fratello Paolo di falso in bilancio e appropriazione indebita relativi ai bilanci Fininvest dal 1988 al 1992. Nei bilanci della società della famiglia Berlusconi l'acquisto di diritti tv sarebbe stato esposto a valori superiori al reale per creare fondi neri. Il 25 ottobre 2004 Berlusconi è stato prosciolto per intervenuta prescrizione del reato.

#### Caso Lentini

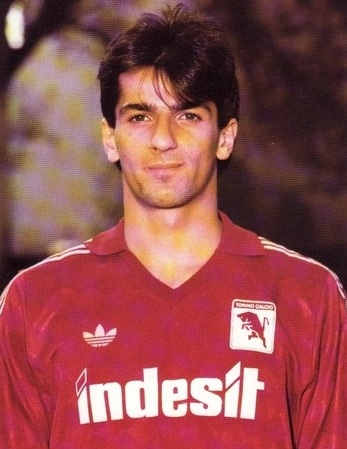
Il calciatore Gianluigi Lentini

Nel 1995 Berlusconi fu indagato per falso in bilancio, compiuto attraverso il pagamento "in nero" di circa 10 miliardi di lire al Torino: nel 1992 la società granata aveva infatti ceduto il calciatore Gianluigi Lentini al Milan. Secondo l'accusa il club rossonero avrebbe operato, in maniera fraudolenta, una falsificazione circa i bilanci degli anni 1993 e 1994; dopo che la magistratura inquirente ebbe esteso i sospetti di irregolarità finanziarie al periodo dal 1991 al 1997, nel maggio 1998 Berlusconi fu rinviato a giudizio presso il Tribunale di Milano. La circostanza fu definita «comica» dallo stesso politico, che sostenne la correttezza economica da parte della società rossonera.
Il processo si concluse nell'autunno 2002, con Berlusconi prosciolto per la sopraggiunta prescrizione del reato. Quest'ultimo accadimento fu oggetto di polemica, in quanto il dibattito era ancora in corso: la situazione fu dovuta al fatto che nel gennaio precedente il Consiglio dei ministri, presieduto dallo stesso Berlusconi, aveva reso ufficiali riforme in materia di diritto societario (dopo una legge delega approvata dal Parlamento nell'ottobre 2001) tramite le quali il falso in bilancio risultava depenalizzato. Stante la retroattività delle modifiche riguardo alla prescrizione, ciò comportò la riduzione dei termini (originariamente prevista nel 2004) a tre anni. Malgrado il Tribunale — in ossequio all'articolo 129 del Codice di procedura penale — non poté che dichiarare l'estinzione del reato, un filone di polemiche interessò il Governo cui veniva contestata l'approvazione di una legge "ad personam". Nel dicembre 2005 la Procura Generale rinunciò all'appello, mantenendo inalterato il giudizio che era emerso in primo grado.

#### Corruzione dell'avvocato David Mills
Silvio Berlusconi è stato accusato di corruzione in atti giudiziari per aver pagato la falsa testimonianza dell'avvocato inglese David Mills nei processi sulle tangenti alla Guardia di Finanza e All Iberian. In particolare, secondo l'accusa, durante i processi Mills:
Le false testimonianze di Mills sarebbero state pagate 600000 dollari da parte di Berlusconi.
Nell'agosto del 2008 venne promulgato dal Parlamento il lodo Alfano, tale legge imponeva la sospensione dei processi penali nei confronti delle quattro più alte cariche dello Stato. Il processo nei confronti di Berlusconi, dunque, venne sospeso fino al 7 ottobre 2009, quando la Corte costituzionale dichiarò il lodo Alfano incostituzionale, il processo nei confronti di Mills proseguì regolarmente.
Il 17 febbraio 2009 Mills è stato condannato dal tribunale di Milano a 4 anni e 6 mesi per aver ricevuto i 600 000 dollari e per aver testimoniato due volte il falso nell'ambito dei suddetti procedimenti giudiziari. Il legale è stato inoltre interdetto per 5 anni dall'esercizio dei pubblici uffici e dovrà risarcire 250 000 euro alla presidenza del consiglio, costituita parte civile.
Il 27 ottobre 2009 la corte d'appello ha confermato la sentenza di primo grado, ovvero la condanna a 4 anni e 6 mesi a Mills per aver ricevuto 600 000 dollari da Silvio Berlusconi per testimoniare il falso in 2 processi, quello su All Iberian e quello sulle tangenti alla Guardia di Finanza.
Il 25 febbraio 2010 la corte di cassazione ha dichiarato prescritto il reato di Mills ritenendo però "verificata la sussistenza degli estremi del reato di corruzione in atti giudiziari" e condannando Mills al pagamento del risarcimento di 250 000 euro per danno all'immagine dello Stato e 10 000 euro per le spese processuali.
Il 25 febbraio 2012 Silvio Berlusconi è stato prosciolto dal reato ascritto per intervenuta prescrizione. Dal momento che i giudici hanno l'obbligo di scegliere la formula più favorevole, non è stato possibile trovare le condizioni per assolvere l'imputato. Secondo le motivazioni del dispositivo, le prove presentate dall'accusa sarebbero comunque state insufficienti per conseguire una sentenza di condanna nei confronti dell'imputato e non si sarebbe raggiunta in ogni caso alcuna verità processuale, ritenendo altresì inutilizzabili ai fini del giudizio le confessioni rese per iscritto dall'avvocato David Mills.

#### Unipol
Il 7 febbraio 2012 Silvio Berlusconi viene rinviato a giudizio con l'accusa di avere divulgato intercettazioni protette dal segreto d'ufficio effettuate durante le indagini riguardanti la scalata alla Banca Nazionale del Lavoro tentata nel 2005 dall'Unipol, gruppo assicurativo guidato in quel periodo da Giovanni Consorte, poi dimessosi da tutti gli incarichi societari per il suo coinvolgimento nella vicenda bancopoli. Le trascrizioni di queste intercettazioni riportano, in particolare, una conversazione avvenuta il 17 luglio 2005 tra Consorte e l'allora segretario dei Democratici di Sinistra Piero Fassino il quale nella telefonata sembrava fare intendere che la scalata era stata appoggiata anche politicamente dal suo partito.
Il 20 dicembre seguente il procuratore aggiunto di Milano Maurizio Romanelli ha chiesto un anno di reclusione per Silvio Berlusconi con l'accusa di rivelazione di segreto d'ufficio, mentre per il fratello Paolo tre anni e tre mesi per concorso in rivelazione di segreto d'ufficio e ricettazione; sempre nello stesso giorno Piero Fassino ha chiesto un milione di euro di risarcimento.
La sentenza di primo grado, emessa il 7 marzo 2013, lo condanna ad un anno di reclusione ed al pagamento in solido di 80 000 euro, assieme al fratello Paolo Berlusconi, quale risarcimento danni in favore di Piero Fassino a cui si aggiungono le spese processuali di 10 000 euro.
Il 31 marzo 2014 la Seconda Corte d'Appello di Milano ha dichiarato la prescrizione del reato, confermando il risarcimento di 80 000 euro a Piero Fassino.

#### Corruzione del senatore De Gregorio

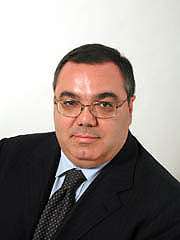
Sergio De Gregorio nel 2008

Nel febbraio 2013 Silvio Berlusconi viene indagato per corruzione e finanziamento illecito ai partiti dalla Procura di Napoli, nelle figure dei PM Vincenzo Piscitelli, Henry John Woodcock, Francesco Curcio, Alessandro Milita e Fabrizio Vanorio. L'accusa è di aver corrotto nel 2006, con 3 milioni di euro (di cui 1 milione dichiarato al fisco e 2 milioni in nero), il senatore Sergio De Gregorio per favorire il suo passaggio tra le file del Popolo delle Libertà. Insieme a Berlusconi sono stati indagati anche Valter Lavitola e Sergio De Gregorio (reo confesso).

Parte della difesa di Berlusconi nel processo celebratosi nel 2013: Michele Cerabona, legale dell’ex premier, con l’avv. Antonio di Nocera alle spalle

Il 23 ottobre 2013 Silvio Berlusconi e Valter Lavitola vengono rinviati a giudizio dal giudice per le udienze preliminari Amelia Primavera. Per il senatore De Gregorio invece il processo è già chiuso in sede di udienza preliminare poiché egli stesso, reo confesso, ha patteggiato una pena di 20 mesi di carcere.
L'11 aprile 2014 è iniziato il processo di primo grado davanti al Tribunale di Napoli; il 16 luglio successivo è stato ascoltato come teste Romano Prodi, mentre il dibattimento proseguiva il 17 settembre 2014.
Il 24 giugno 2015 i pm di Napoli chiedono per Berlusconi 5 anni di reclusione per concorso in corruzione e 4 anni e 4 mesi per Lavitola. La sentenza dell'8 luglio seguente condanna Berlusconi e Lavitola a 3 anni di carcere per concorso in corruzione. Il giorno prima l'ex Cavaliere, condannato anche a risarcire i danni al Senato, aveva ritirato l'istanza di insindacabilità presentata presso la Giunta delle autorizzazioni della Camera in cui chiedeva di dichiarare la vicenda coperta da immunità parlamentare.La prescrizione è scattata il 6 novembre 2015, ma la precondizione dell'estinzione del reato è il ricorso in Corte d'Appello affinché la sentenza di primo grado non diventi esecutiva. Finora sono stati presentati i ricorsi degli avvocati difensori Ghedini e Cerabona, e si è aggiunto a dicembre 2015 quello degli avvocati Coppi e Larosa in rappresentanza di Forza Italia, responsabile civile nel procedimento.
La prescrizione cancella la condanna ma conferma le accuse per Silvio Berlusconi e per l'ex direttore e editore dell'Avanti Valter Lavitola. Il verdetto è stato emesso il 20 aprile 2017 dalla Corte d'Appello di Napoli presieduta da Patrizia Mirra che ha accolto la tesi del sostituto procuratore generale Simona Di Monte.

### Sentenze di non doversi procedere per intervenuta amnistia

#### Acquisto dei terreni di Macherio
Nel gennaio del 1999 Berlusconi è stato accusato di appropriazione indebita, frode fiscale e falso in bilancio per l'acquisto di terreni intorno alla sua villa di Macherio. In primo grado è stato assolto dai reati di appropriazione indebita e di frode fiscale, mentre per le due imputazioni di falso in bilancio contestate dal PM Francesco Saverio Borrelli è scattata la prescrizione. In appello, in data 29 ottobre 1999, è stata confermata l'assoluzione per il reato di frode fiscale e per uno dei due falsi in bilancio; per l'altro invece è stata concessa l'amnistia come conseguenza del condono fiscale del 1992.

#### Falsa testimonianza
Nel corso di un processo penale per diffamazione, avviato da una querela di Berlusconi per via di un articolo comparso sulla rivista Epoca nel 1987, il querelante riferì all'Autorità giudiziaria, sotto giuramento, di non aver corrisposto alcunché a Licio Gelli all'atto di iscriversi alla Loggia P2, nel 1981. Berlusconi aveva detto infatti: «Non ricordo la data esatta della mia iscrizione alla P2, ricordo comunque che è di poco anteriore allo scandalo [...] Non ho mai pagato una quota di iscrizione, né mai mi è stata richiesta».
I giornalisti imputati, tutti assolti, a loro volta presentarono un esposto presso la Pretura di Verona contro Berlusconi, affinché nei confronti di quest'ultimo fosse avviato un procedimento penale per falsa testimonianza. Il 22 luglio del 1989 il pretore Gabriele Nigro firmò una sentenza istruttoria di non doversi procedere perché il fatto non costituisce reato. Tale decisione venne impugnata presso la Sezione istruttoria della Corte d'Appello di Venezia, la quale, nel 1990, pur ritenendo che Berlusconi avesse commesso il reato testimoniando il falso e dunque dovesse effettivamente essere processato per il reato di falsa testimonianza, poiché era stata varata un'amnistia nei primi mesi di quello stesso anno, dichiarò il reato estinto a causa del suddetto provvedimento parlamentare, archiviando così definitivamente l'indagine.

### Sentenze di assoluzione perché il fatto non costituisce più reato

#### All Iberian 2
Oltre a dover ricominciare da zero per un vizio procedurale, come deciso dai giudici nel giugno del 1998, la seconda tranche del processo All Iberian dovette una seconda volta essere azzerata in quanto, il 12 marzo 1999, il tribunale, accogliendo un'eccezione relativa alla «totale indeterminatezza dei fatti» contestati, dichiarò nullo il precedente rinvio a giudizio per una «sostanziale equivocità dell'imputazione», rinviando il procedimento alla fase dell'udienza preliminare.
Il nuovo rinvio a giudizio portava la data del 23 novembre 1999, e fissava l'inizio del processo di primo grado al 7 aprile 2000. Ma una pronuncia della Cassazione del 9 febbraio 2001, rilevata l'incompatibilità di un giudice con il processo, riportò nuovamente il giudizio all'apertura del dibattimento. Il dibattimento riprese davanti ad un nuovo giudice il 22 febbraio dello stesso anno.
Il processo All Iberian 2 si è definitivamente concluso con l'assoluzione di Silvio Berlusconi (con formula perché il fatto non costituisce più reato in seguito alla riforma del diritto societario del Governo Berlusconi) emessa dal Tribunale di Milano il 26 settembre 2005. Il processo All Iberian 2 è stato ed è tuttora un argomento di polemica politica. Lo schieramento del centrosinistra (e con esso i suoi sostenitori), infatti, ha accusato il Parlamento di aver approvato delle leggi ad personam, ossia delle norme che sarebbero state emanate al solo scopo di influire sui processi pendenti nei confronti dell'allora presidente del Consiglio Berlusconi.
Le polemiche cominciarono già a seguito dell'emanazione della legge 367 del 2001 sulle rogatorie internazionali, che si diceva avrebbe portato alla conclusione anticipata del processo per sopravvenuta inutilizzabilità di alcuni documenti, ritenuti decisivi dall'accusa, provenienti dalla Svizzera. La polemica trovò conferma nei fatti: Berlusconi grazie alla modifica della legge, non fu condannato come invece avrebbe previsto la norma precedente alla modifica ad personam. Successivamente alla riforma del diritto societario, approvata dal Parlamento sotto il governo presieduto da Berlusconi, i critici del centrodestra rinnovarono la loro accusa al Parlamento, reo, a loro dire, di aver legiferato così da venire incontro ai desiderata giudiziari di Silvio Berlusconi.
L'applicazione della nuova normativa in materia di falso in bilancio, infatti, ed in particolare dei riformulati articoli 2621 e 2622 del codice civile, ha reso la condotta imputata a Berlusconi non più perseguibile penalmente. La norma infatti prevede la perseguibilità del reato a querela di parte, querela che non era stata presentata a suo tempo e che avrebbe costretto i giudici a prosciogliere l'imputato per difetto di causa di procedibilità. Il Tribunale, invece, ritenne di accogliere le richieste della difesa – l'accusa aveva chiesto che Berlusconi venisse prosciolto per prescrizione del reato – volte ad ottenere la più ampia formula di proscioglimento (la citata il fatto non costituisce più reato). Con la riforma, infatti, il reato di falso in bilancio, che vedeva ridursi i termini prescrizionali, è diventato perseguibile solo quando l'entità della falsa dichiarazione sia tale da aver creato degli effetti nocivi, non bastando che questi effetti rimangano potenziali.

#### Processo SME
Nel 1985 l'allora presidente dell'IRI, Romano Prodi raggiunse un accordo con Carlo De Benedetti per la vendita della partecipazione azionaria della Società Meridionale di Elettricità (SME) posseduta dall'IRI. L'accordo fece sorgere delle polemiche all'interno del Partito Socialista Italiano di Bettino Craxi, l'allora presidente del Consiglio, che spinse per la riapertura delle trattative. Comparvero allora altre tre offerte tra le quali una da parte di Barilla, Ferrero e la Fininvest di Silvio Berlusconi. Il sottosegretario alla presidenza del Consiglio, Giuliano Amato, e lo stesso Prodi dichiararono che l'accordo stipulato con De Benedetti non era vincolante e successivamente, il 15 giugno 1985 il ministro delle Partecipazioni statali, Clelio Darida annuncia la mancata vendita della SME. De Benedetti fa causa all'IRI chiedendo di ripristinare l'accordo originario ma il tribunale civile di Roma presieduto dal giudice Filippo Verde respinge il ricorso.
Nel maggio del 1998 iniziarono le indagini nei confronti di Silvio Berlusconi e altri imputati con l'accusa di aver concorso per aggiustare la sentenza del tribunale civile di Roma.
Il 9 marzo 2000 iniziò il processo, le accuse erano divise in due capi:
- Capo A): Berlusconi venne accusato di aver corrotto l'allora Presidente della Sezione Gip del Tribunale di Roma, Renato Squillante, con due versamenti di 100 e 500 milioni di lire.
- Capo B): Berlusconi venne accusato di aver corrotto il giudice Verde con un versamento di 750 milioni di lire.

Nel giugno 2003 venne approvata dal parlamento la legge chiamata "lodo Schifani", essa ha imposto l'impossibilità di processare le cinque più alte cariche dello Stato, tra cui l'allora presidente del Consiglio dei ministri, Silvio Berlusconi. Si dovette quindi sospendere il processo SME nei confronti di Berlusconi (si proseguì però nel processare gli altri imputati). Tre mesi dopo la Corte costituzionale dichiarò incostituzionale il lodo Schifani e dunque il processo SME poté proseguire anche per Berlusconi.
Il 10 dicembre 2004 il Tribunale di Milano emise la sentenza di primo grado dichiarando Berlusconi assolto dai fatti contestati al capo B) perché il fatto non sussiste e, concedendo le attenuanti generiche, dichiarò prescritto il reato inerente al bonifico di 500 milioni di lire contestato al capo A) e assolse Berlusconi dagli altri fatti di corruzione contestati nel capo A) per non aver commesso il fatto.
Il 28 aprile 2007 i giudici della seconda corte d'appello di Milano dichiararono assolto Berlusconi da tutti i reati contestati nel capo A) per non aver commesso il fatto e confermarono l'assoluzione dai fatti contestati al capo B) perché il fatto non sussiste.
Il 26 ottobre 2007 la corte di cassazione confermò la sentenza di secondo grado assolvendo Berlusconi da tutti i reati contestati.
Il 30 gennaio 2008 Silvio Berlusconi è stato prosciolto dalla I sezione penale del Tribunale di Milano per l'accusa di falso in bilancio nel processo SME, in quanto il fatto per il quale è stato imputato, a seguito della riforma promossa dal governo Berlusconi II, non costituisce più reato.

### Sentenze di assoluzione per insussistenza del fatto

#### Processo SME
vedi sopra

#### Tangenti alla Guardia di Finanza
Silvio Berlusconi è stato accusato di concorso in corruzione, reato che sarebbe stato perpetrato mediante il versamento su conti correnti aperti in una banca di New York, di alcune tangenti ad ufficiali della Guardia di Finanza impegnati in verifiche fiscali presso quattro aziende dell'imprenditore milanese. Gli episodi contestati sarebbero risaliti, secondo quanto prospettato dall'accusa, al 1989 (tangente per Videotime), al 1991 (Arnoldo Mondadori Editore), al 1992 (Mediolanum) e al 1994 (TELE+). Il rinvio a giudizio di Silvio Berlusconi, che aveva ricevuto un invito a comparire presso la Procura di Milano per il 22 novembre 1994 davanti al PM Antonio Di Pietro, è datato 14 ottobre 1995.
In primo grado il processo, cominciato il 17 gennaio 1996, si era concluso, il 7 luglio del 1998, con una condanna, per tutti i capi d'accusa, a 2 anni e 9 mesi di reclusione complessivi. Il giudizio di Appello, emesso il 9 maggio del 2000, aveva ribaltato la sentenza di primo grado, assolvendo Berlusconi (con la formula per non aver commesso il fatto) per la vicenda TELE+ e prosciogliendolo con riguardo ai tre residui capi d'imputazione (per intervenuta prescrizione dovuta alla concessione delle attenuanti generiche).
Il 19 ottobre 2001 la Corte di cassazione assolve l'imputato per tutti e quattro i capi d'accusa (con la formula per non aver commesso il fatto). Il 25 febbraio 2010 la corte di cassazione emette una sentenza nell'ambito del processo Mills dichiarando che l'avvocato David Mills fu corrotto per testimoniare il falso nel processo sulle tangenti alla Guardia di Finanza, favorendo così l'assoluzione di Berlusconi.

#### Telecinco (Spagna)
In Spagna Silvio Berlusconi, insieme ad altri manager Fininvest, è stato accusato di violazione della legge antitrust, frode fiscale e reati vari (quali riciclaggio di denaro) a favore dell'emittente Telecinco da lui fondata. Il processo è stato sospeso dal 1999 al 2006 per l'immunità di cui Berlusconi godeva nel paese in qualità di eurodeputato prima e di capo di un governo estero poi; nell'aprile del 2006, anno in cui è subentrato al terzo mandato di Berlusconi il secondo di Prodi, il giudice Baltasar Garzón che per primo aveva avviato il procedimento ha riaperto il fascicolo a suo carico. Anche se ufficialmente tale processo non è mai arrivato a sentenza, nel 2008 l'avvocato Niccolò Ghedini annuncia l'assoluzione del suo assistito.

#### Medusa cinematografica
Berlusconi è accusato di comportamenti illeciti nelle operazioni d'acquisto della società Medusa Cinema per non aver messo a bilancio 10 miliardi. In primo grado è condannato a 1 anno e 4 mesi per falso in bilancio, poi condonati. Assoluzione nel giudizio di appello, con sentenza confermata dalla Cassazione in quanto per la sua ricchezza potrebbe non essere stato al corrente dei fatti contestati.

#### Acquisto dei terreni di Macherio
vedi sopra

#### Mediatrade

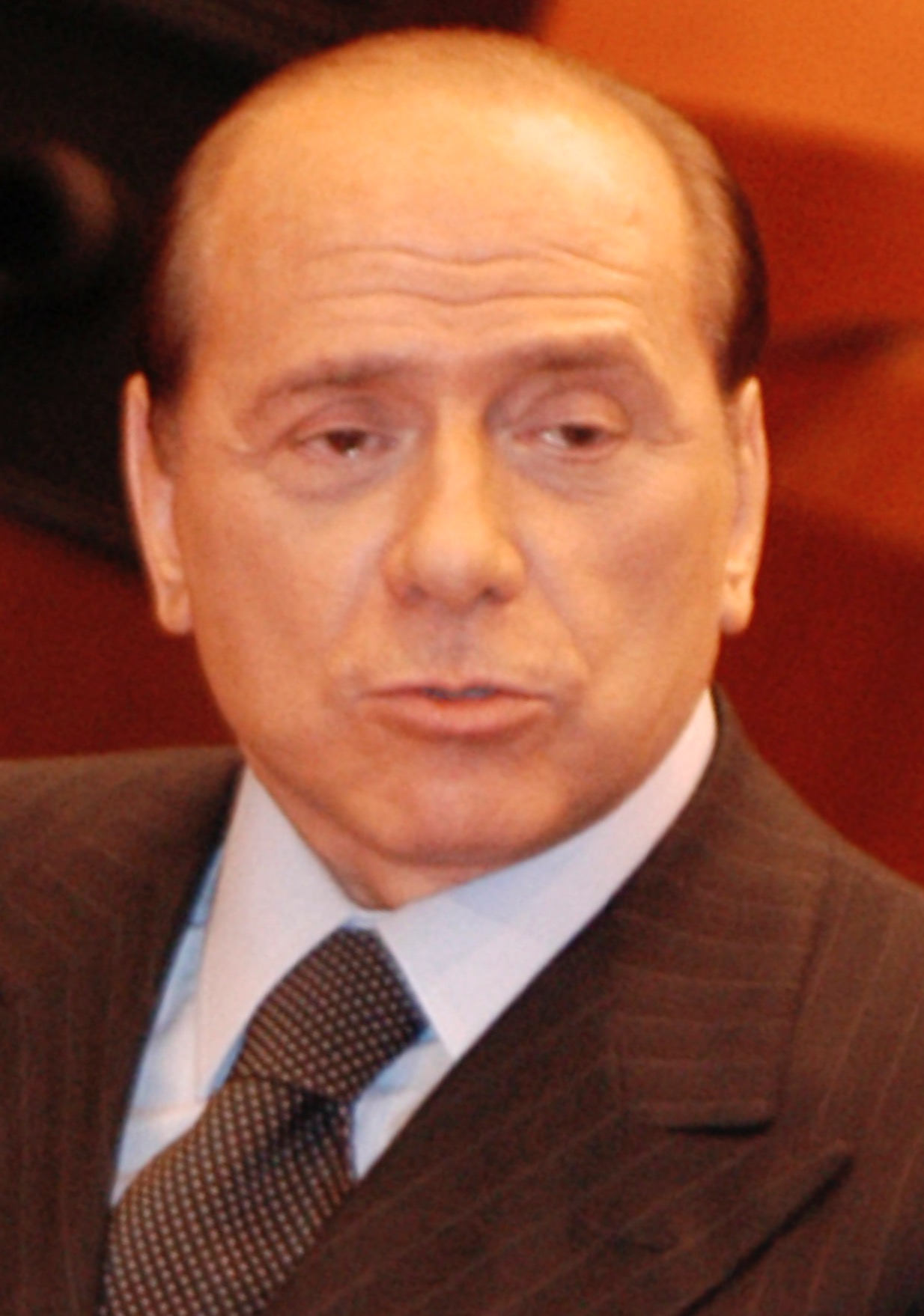
Berlusconi nel 2004

Questo procedimento d'inchiesta è un filone del processo Mediaset.
Il 14 ottobre 2005 la Guardia di Finanza ha perquisito gli uffici della Mediatrade spa, cioè la società controllata dal Gruppo Berlusconi che ha preso il posto, a partire dal febbraio 1999, di Mediaset e la Maltese Ims nell'acquisto dei diritti TV. La procura avrebbe scoperto massicci trasferimenti di denaro della Wiltshire Trading (società intestata ad Agrama) a favore di conti svizzeri di personaggi Mediaset (denominati "Leonardo", "Trattino", "Teleologico", "Litoraneo", "Sorsio", "Clock" e "Pache"). Questo nuovo filone nasce dalla testimonianza di un ex dirigente Paramount, Bruce Gordon, che definisce Agrama come «agente di Berlusconi» e «rappresentante Fininvest». Farouk Mohamed Agrama, detto Frank, è considerato l'interfaccia di Lorenzano (ex capoacquisti di Mediaset) negli USA.
Secondo la procura l'accumulazione dei fondi neri sarebbe continuata anche oltre il 1999, fino al 2002 cioè quando Berlusconi era già Presidente del Consiglio.
L'8 aprile 2010 viene chiesto il rinvio a giudizio per frode fiscale e appropriazione indebita.
Il 18 ottobre 2011 il GUP di Milano ha prosciolto Silvio Berlusconi da tutte le accuse con la formula "per non avere commesso il fatto".
Il 18 maggio 2012 la Seconda sezione penale della Cassazione ha confermato il proscioglimento per Berlusconi, come deciso dal Gup di Milano il 18 ottobre 2011.
Il 22 maggio 2014 il PM De Pasquale chiede 3 anni e 2 mesi di carcere per Pier Silvio Berlusconi, 3 anni e 4 mesi per Confalonieri, 3 anni e 8 mesi per Agrama e 3 anni e 2 mesi anche per Lorenzano, 4 anni per Giovanni Stabilini, 3 anni per Gabriella Ballabio, 2 anni per Giorgio Dal Negro, 3 anni per Paolo del Bue oltre alla confisca di 134 milioni di euro, 5 anni per Paddy Chan Mei-You e 4 anni per Catherine Hsu May-Chun, due cittadine di Hong Kong.
Già l'8 luglio seguente Pier Silvio Berlusconi e Confalonieri vengono prescritti per i fatti del 2005 e assolti per quelli del 2006, 2007 e 2008 "perché il fatto non costituisce reato". Escono assolti dal processo anche tutti gli altri imputati, compreso Agrama.

#### Inchiesta Mediatrade di Roma
Nell'ottobre 2010 Silvio Berlusconi venne indagato a Roma con l'ipotesi di evasione fiscale e reati tributari compiuti negli anni 2003 e 2004. Le notizie di reato nacquero dall'inchiesta milanese Mediatrade sulla compravendita dei diritti tv e cinematografici Mediaset in cui furono coinvolti anche Piersilvio Berlusconi ed altri dirigenti del gruppo televisivo milanese.
Il 30 luglio 2011 i PM romani conclusero le indagini ed il 16 febbraio 2012 chiesero il rinvio a giudizio sia di Silvio Berlusconi sia di Piersilvio Berlusconi sia di altri manager di Mediaset. Il 27 giugno 2012 il giudice dell'udienza preliminare Pierluigi Balestrieri emise una sentenza di non luogo a procedere nei confronti di tutti gli imputati per prescrizione (evasione fiscale e violazione delle norme tributarie) per i fatti del 2003 e "perché il fatto non sussiste" per quelli del 2004. Secondo le motivazioni del dispositivo, Frank Agrama non era (come invece ritenuto dai PM) "socio occulto" di Silvio Berlusconi.
Il 15 ottobre 2012 la procura di Roma fece ricorso in Cassazione contro la sentenza del GUP ritenendo che quest'ultimo non aveva il materiale necessario per poter emettere tale sentenza.
Nella mattina del 6 marzo 2013 il sostituto Procuratore generale di Cassazione, Gioacchino Izzo, chiese l'inammissibilità o, in subordine, il rigetto del ricorso presentato in Cassazione dalla Procura di Roma contro la sentenza del GUP, ovvero va confermato il non luogo a procedere "perché il fatto non sussiste" per tutti gli imputati (tra cui anche Piersilvio Berlusconi). Il giorno stesso però la Terza sezione penale della Cassazione, presieduta da Alfredo Teresi, rigettò la richiesta di ricorso della Procura di Roma archiviando il procedimento.

#### Processo Ruby
A novembre 2010 scoppia il cosiddetto "caso Ruby". La vicenda ruota attorno alla marocchina Karima El Mahroug detta Ruby Rubacuori, nata l'11 novembre 1992 e fermata per furto nel maggio 2010 a Milano. Accertata la minore età della ragazza, il magistrato dispose l'affidamento secondo le normali procedure. Tuttavia, dopo una telefonata in questura di Berlusconi in persona, che sosteneva che la giovane fosse la nipote del Presidente egiziano Hosni Mubarak (fatto poi acclarato come falso), la ragazza venne affidata all'allora consigliere regionale PdL Nicole Minetti. Ruby dichiarò di essere stata più volte ospite di Berlusconi presso la sua residenza di Arcore, come riferito anche da Imane Fadil - una dei teste nel processo Ruby ter, deceduta il primo marzo 2019 - in un'intervista al programma "Servizio Pubblico"di aver ricevuto denaro in tali occasioni. Ritenendo che quel denaro fosse stato il compenso per prestazioni sessuali fornite quando la ragazza era minorenne, a gennaio 2011 la procura della Repubblica di Milano contestò a Berlusconi i reati di concussione e prostituzione minorile. La vicenda ebbe grande clamore anche sui media internazionali e ha acceso il dibattito all'interno dell'opinione pubblica italiana.
Il 24 giugno 2013 Berlusconi viene condannato in primo grado a sette anni di reclusione per i reati di concussione per costrizione e favoreggiamento della prostituzione minorile, nonché alla perpetua interdizione dai pubblici uffici; tuttavia, al termine del processo d'appello, con la sentenza del 18 luglio 2014 viene assolto dalla concussione perché il fatto non sussiste e dalla prostituzione minorile perché il fatto non costituisce reato. Le motivazioni della sentenza ufficializzarono infatti che nessuna prova è stata accertata sul fatto che Berlusconi avesse esercitato un atteggiamento intimidatorio o quanto meno un'induzione indebita nei confronti del responsabile della questura milanese affinché rilasciasse la minorenne marocchina, né che fosse a conoscenza dell'età della ragazza all'epoca dei rapporti sessuali. L'assoluzione divenne definitiva il successivo 10 marzo 2015 con la favorevole sentenza della Corte di Cassazione.
Il 15 febbraio 2023 Berlusconi viene assolto nel processo "Ruby ter" dall'accusa di corruzione in atti giudiziari perché il fatto non sussiste.. La Corte di Cassazione ha disposto nella sentenza dell'ottobre 2024 un nuovo processo "Ruby ter", annullando con rinvio il verdetto del 15 febbraio 2023

### Procedimenti archiviati

#### Spartizione pubblicitaria Rai-Fininvest
Berlusconi fu accusato di aver indotto la RAI, da presidente del Consiglio dei ministri, a concordare con la Fininvest i tetti pubblicitari, per ammorbidire la concorrenza. La Procura di Roma, non avendo raccolto prove a sufficienza per il reato di concussione, ha chiesto l'archiviazione, accolta dal Giudice dell'udienza preliminare.

#### Traffico di droga
Nel 1983 i telefoni di Berlusconi furono messi sotto controllo dalla Guardia di Finanza, nell'ambito di un'inchiesta su un traffico di stupefacenti. L'indagine fu archiviata nel 1991.

#### Tangenti fiscali Pay-tv
Berlusconi era accusato di aver pagato tangenti a dirigenti e funzionari del ministero delle Finanze per ridurre l'Iva dal 19 al 4 per cento sulle pay tv e per ottenere rimborsi di favore. La Procura di Roma ha chiesto l'archiviazione, accolta dal Giudice dell'udienza preliminare.

#### Stragi del 1992-1993
La Procura di Firenze ha indagato per molti anni (fino all'agosto 1998) sui mandanti a volto coperto delle stragi:
- del 14 maggio 1993 a Maurizio Costanzo (via Fauro, Roma);
- attentato agli Uffizi del 27 maggio 1993 (via de' Georgofili, Firenze);
- attentato al Padiglione di Arte Contemporanea del 27 luglio 1993 (Via Palestro, Milano);
- di San Giorgio al Velabro e San Giovanni in Laterano (Roma, 28 luglio 1993);
- allo Stadio Olimpico di Roma (dicembre 1993 - gennaio 1994);
- a Formello (Roma) (attentato a Totuccio Contorno, 14 aprile 1994).

La procura di Firenze iscrisse nel registro degli indagati Silvio Berlusconi e Marcello Dell'Utri (con il soprannome AUTORE 1 e AUTORE 2), considerati mandanti delle suddette stragi. Il Pm di Firenze chiese l'archiviazione del procedimento al termine delle indagini preliminari, accolta dal giudice per le indagini preliminari competente, in quanto non si era potuta trovare la conferma delle chiamate de relato e delle intuizioni logiche, sebbene si evidenziasse nel decreto di archiviazione che vi era «un'obiettiva convergenza degli interessi politici di Cosa Nostra rispetto ad alcune qualificate linee programmatiche della nuova formazione» (ovvero Forza Italia) e che durante le indagini «l'ipotesi iniziale abbia mantenuto e semmai incrementato la sua plausibilità».
A Caltanissetta Berlusconi e Dell'Utri furono iscritti nel registro degli indagati come mandanti delle stragi di Via D'Amelio (Paolo Borsellino) e Capaci (Giovanni Falcone). Le indagini sono partite da:
- le dichiarazioni di Salvatore Cancemi;
- i verbali relativi ai rapporti con Vittorio Mangano;
- le dichiarazioni successive di Tullio Cannella e Gioacchino La Barbera;
- le dichiarazioni di Gioacchino Pennino e Angelo Siino;
- gli esiti delle indagini della Dia e del Gruppo Falcone e Borsellino.

Il 3 maggio 2002 il fascicolo viene archiviato, su richiesta dello stesso PM, perché il quadro indiziario risulta friabile. Il gip tuttavia, nel decreto di archiviazione, lascia alla valutazione dei pubblici ministeri di effettuare ulteriori indagini su «piste investigative diverse da quelle sinora perseguite» ritenendo che «tali accertati rapporti di società facenti capo al gruppo Fininvest con personaggi in varia posizione collegati all'organizzazione Cosa nostra, costituiscono dati oggettivi che rendono quantomeno non del tutto implausibili né peregrine le ricostruzioni offerte dai diversi collaboratori di giustizia». Oltre a questo viene evidenziato anche che «gli atti del fascicolo hanno ampiamente dimostrato la sussistenza di varie possibilità di contatto tra gli uomini appartenenti a Cosa Nostra ed esponenti e gruppi societari controllati in vario modo dagli odierni indagati». Ma conclude affermando che «Occorre tuttavia verificare se effettivamente tali contatti vi siano stati e che esito abbiano avuto. Orbene le dichiarazioni dei collaboratori di giustizia che dovrebbero riscontrare tale ipotesi sono tutte "de relato" e, come si è visto, il più delle volte generiche ed incerte nei contenuti». Tale richiesta di archiviazione, tuttavia, non fu sottoscritta dall'altro pm che si era occupato delle inchieste e dei processi sulle stragi, Luca Tescaroli, contrario alle impostazioni della richiesta di archiviazione, soprattutto nella parte in cui si sostiene che le dichiarazioni dei principali pentiti della strage, Cancemi e Brusca, erano contrastanti. Una tesi che è stata confermata anche nella sentenza d'appello della strage di Capaci dove i giudici scrissero tra l'altro che le dichiarazioni di Brusca e Cancemi erano convergenti e che era necessario indagare ancora «nelle opportune direzioni per individuare i convergenti interessi di chi era in rapporto di reciproco scambio con i vertici di Cosa nostra». Nel 2017 l'indagine viene riaperta.

#### Concorso esterno in associazione mafiosa e riciclaggio di denaro sporco
La procura di Palermo ha indagato su Silvio Berlusconi e su Marcello Dell'Utri per concorso esterno in associazione mafiosa e riciclaggio di denaro sporco. Il 31 marzo 1997 l'inchiesta su Berlusconi è stata archiviata al termine delle indagini preliminari, che erano state prorogate per la massima durata prevista dalla legge.

#### Caso Saccà
Nel 2007, Silvio Berlusconi è stato indagato dalla procura di Napoli con l'accusa di aver corrotto l'allora presidente di Rai Fiction Agostino Saccà e di aver istigato alla corruzione il senatore Nino Randazzo e altri senatori della Repubblica «in altri episodi non ancora identificati». L'accusa era basata essenzialmente su una decina di registrazioni telefoniche effettuate tra i mesi di giugno e novembre 2007. Secondo la Procura di Napoli, Saccà aveva il compito di piazzare in Rai le attrici raccomandate da Berlusconi, in cambio di un aiuto nella sua futura attività privata («Agostino, ti contraccambierò quando sarai imprenditore»); nell'ipotesi d'accusa Berlusconi avrebbe segnalato un nome vicino ad un senatore del centro-sinistra (allora al governo con una maggioranza risicata in Senato), in modo da accattivarsi la sua simpatia e convincerlo a passare nella formazione di centro-destra e, di conseguenza, a causare la caduta del governo Prodi.
Nel luglio 2008, su richiesta dei difensori di Silvio Berlusconi, gli atti del procedimento sono stati trasferiti a Roma a causa dell'incompetenza territoriale del tribunale di Napoli (dato che le telefonate "cruciali" per il reato contestato al Cavaliere erano avvenute mentre i due interlocutori erano a Roma).
Il 17 aprile 2009 il gip Pierfrancesco De Angelis ha archiviato il caso, poiché Saccà «non era da considerare un incaricato di pubblico servizio». Pochi giorni dopo, il 24 aprile 2009, sono state distrutte le intercettazioni raccolte a Napoli sul caso Saccà-Berlusconi. Trascrizioni di queste conversazioni sono tuttavia ancora reperibili on-line.

#### Voli di Stato
Il 3 giugno 2009 Silvio Berlusconi è stato iscritto nel registro degli indagati con l'accusa di abuso d'ufficio da Giovanni Ferrara, il procuratore della Repubblica di Roma. Le indagini si riferiscono ad un presunto abuso nell'utilizzo degli aerei del 31º stormo dell'Aeronautica militare di stanza a Ciampino, finalizzato al trasporto del Presidente del Consiglio e di altre persone (tra cui Mariano Apicella) ad una serata di intrattenimento tenutasi in Sardegna, a Villa Certosa.
Il 16 giugno 2009 la Procura ha richiesto l'archiviazione delle indagini dopo aver accertato che su tutti i voli era presente almeno una persona autorizzata ad usufruirne (Berlusconi), constatando che per il resto «l'utilizzo della flotta non è disciplinato da alcuna disposizione di legge o regolamento, ma soltanto da direttive della Presidenza del consiglio dei ministri». Anche l'ipotesi di peculato, avanzata in un primo tempo, è stata scartata (appoggiandosi su una sentenza della Cassazione risalente al 2007).

#### Diffamazione aggravata dall'uso del mezzo televisivo
Silvio Berlusconi è stato indagato dalla procura di Roma per diffamazione aggravata dall'uso del mezzo televisivo, in relazione alla vicenda delle dichiarazioni dell'allora Premier in merito alle relazioni tra le cosiddette cooperative rosse e camorra durante una intervista rilasciata il 3 febbraio 2006 ad una emittente nazionale. L'iscrizione è avvenuta in seguito alla querela presentata dal presidente della Lega Nazionale delle Cooperative Giuliano Poletti.
Il 22 marzo 2007 la Procura di Roma ha chiesto l'archiviazione del fascicolo.

#### Agcom-Annozero
Nel marzo 2010 Silvio Berlusconi ed il commissario dell'Autorità per le Garanzie nelle Comunicazioni Giancarlo Innocenzi sono stati formalmente iscritti nel registro degli indagati della procura di Trani. Secondo il pm Michele Ruggiero, Berlusconi avrebbe esercitato «pressioni sull'Agcom per arrivare alla chiusura di Annozero». In altre intercettazioni della Guardia di finanza di Bari, invece, il premier si lamenterebbe anche di Ballarò e Parla con me.
Il 19 luglio 2011 la Procura di Roma, che si occupava dell'inchiesta, fece decadere le ipotesi di concussione e minacce. Il reato per cui Silvio Berlusconi risultava indagato era dunque abuso d'ufficio insieme a Giancarlo Innocenzi e a Mauro Masi, quest'ultimo già direttore generale della RAI.
Il 27 ottobre 2011 la Procura di Roma, dopo ulteriori approfondimenti investigativi, chiese che l'inchiesta venisse conclusa con l'archiviazione per tutti gli indagati. Alla base della richiesta di archiviazione vi era la mancanza di una violazione di legge e l'inesistenza di un danno certo.
Il 31 gennaio 2013 il presidente dei Gip di Roma Carlo Figliolia accolse la richiesta dei procuratori disponendo l'archiviazione per le posizioni di Silvio Berlusconi e degli altri indagati.

#### Laurea di Antonio Di Pietro
Berlusconi ha più volte messo in dubbio la legittimità della laurea conseguita presso l'Università Statale di Milano da parte dell'ex magistrato Antonio Di Pietro, affermando durante un comizio e in una puntata del talk show Porta a Porta che Di Pietro aveva ottenuto il suo titolo di studio non superando i relativi esami ma con la complicità dei servizi segreti deviati, allo scopo di avere un magistrato in grado di rovesciare i partiti della cosiddetta prima Repubblica. Di Pietro ha querelato Berlusconi per diffamazione aggravata. Il 5 ottobre 2010 il tribunale di Viterbo ha ritenuto Berlusconi non punibile, ma il 19 gennaio 2012 tale sentenza è stata annullata dalla Cassazione, che ha ordinato un nuovo processo.
Il 10 gennaio 2013, il tribunale di Viterbo ha deciso di trasferire il caso al giudizio direttamente alla Corte costituzionale. Nel giugno 2013 la Corte costituzionale ha stabilito che Berlusconi non è coperto da immunità per le parole pronunciate durante le campagne elettorali, così il suo caso giudiziario in precedenza arrestato è stato riaperto dalla Corte costituzionale per giudicare i meriti del caso. Il caso è stato sospeso a motivo del caso affiliato contro la Camera dei deputati, dove due giudici hanno chiesto l'annullamento del suo decreto del 22 settembre 2010 di concessione a Berlusconi dell'immunità parlamentare assoluta. Il 18 luglio 2014, la Corte costituzionale ha stabilito che il decreto era incostituzionale e lo ha annullato, il che significa che il procedimento giudiziario civile contro Berlusconi poteva continuare.
Il 2 marzo 2015 i legali delle parti trovano un accordo finale davanti al giudice di pace del tribunale di Viterbo: Berlusconi risarcisce Di Pietro per 90 000 euro e viene prosciolto per intervenuta remissione di querela da parte di Di Pietro.

### Procedimenti in corso al momento della morte
Di seguito i procedimenti aperti alla data del decesso di Silvio Berlusconi (12 giugno 2023). Essi sono ipso facto chiusi (per il solo defunto nel caso fossero coinvolti altri indagati) ovvero giuridicamente inesistenti essendo la morte dell'indagato motivo di estinzione d'ufficio del fascicolo pendente (l'articolo 150 del Codice penale prescrive l'effetto estintivo del reato in caso di morte dell'imputato o del condannato prima di sentenza definitiva).

#### Interrotti in udienza preliminare

##### Processo escort
Secondo il procuratore aggiunto di Bari Pasquale Drago, il leader di Forza Italia avrebbe pagato Gianpaolo Tarantini, tramite Lavitola, perché nascondesse dinanzi ai magistrati baresi la verità sulle escort portate alle feste organizzate nelle abitazioni dell'ex premier. In particolare, Berlusconi avrebbe indotto Tarantini a tacere parte delle informazioni di cui era a conoscenza e a mentire nel corso degli interrogatori cui è stato sottoposto dai magistrati baresi tra luglio e novembre 2009.
Secondo l'accusa, Tarantini avrebbe mentito, tra l'altro, negando che Berlusconi fosse a conoscenza che le donne che reclutava per le sue feste fossero pagate. L'udienza preliminare è fissata per il 14 novembre 2014.
Sono sette gli imputati del dibattimento, tra cui Gianpaolo Tarantini e Sabina Began, accusati a vario titolo di associazione a delinquere finalizzata al reclutamento, all'induzione, al favoreggiamento e allo sfruttamento della prostituzione.
Non presentatosi per la terza volta in aula, il 26 giugno 2015 la seconda sezione del Tribunale penale barese dispone per il 10 luglio seguente l'accompagnamento coatto di Berlusconi per rispondere alle parti civili (Massimiliano Verdoscia e Letizia Filippi) nonostante i pm abbiano più volte affermato di ritenere superflua la sua presenza in udienza. Berlusconi si avvarrà della facoltà di non rispondere essendo imputato sempre a Bari, assieme a Valter Lavitola, nel procedimento connesso in cui è chiamato a rispondere del delitto di induzione a rendere dichiarazioni mendaci all'autorità giudiziaria: secondo l'ipotesi accusatoria, Berlusconi avrebbe istigato Tarantini a mentire ai pm sul presunto giro di prostituzione.
Il 13 novembre dello stesso anno il Tribunale di Bari condanna Gianpaolo Tarantini a 7 anni e 10 mesi di carcere, Sabina Began a 1 anno e 4 mesi, il pr Peter Faraone a 2 anni e 6 mesi e Massimiliano Verdoscia a 3 anni e 6 mesi mentre vengono assolti Claudio Tarantini, Francesca Lana e Letizia Filippi.
Nel contempo non viene riconosciuto alcun risarcimento alle parti civili (tra cui l'ex escort Patrizia D'Addario dalle cui rivelazioni nel 2009 era scoppiato lo scandalo) e il tribunale trasmette gli atti alla procura per l'eventuale esercizio dell'azione penale nei confronti di Berlusconi per intralcio alla giustizia e per l'ipotesi di reato di falsa testimonianza per Vanessa Di Meglio, Sonia Carpentone, Roberta Nigro, Ioana Visan, Barbara Montereale e Dino Mastromarco.
Il 3 ottobre 2017, al termine della requisitoria nell'udienza preliminare, viene chiesto il rinvio a giudizio; l'udienza è stata quindi rinviata al 20 novembre per la discussione dei difensori e la sentenza.. Il 16 novembre 2018 il GUP dispone il rinvio a giudizio per il reato di induzione a rendere false dichiarazioni all'autorità giudiziaria; la prima udienza del processo è fissata per il 4 febbraio 2019. Dopo due anni, in seguito al mutamento dell'organo giudicante (nella persona del giudice Valentina Tripaldi), si apre la strada alla rinnovazione di tutti gli atti processuali compiuti nel corso dell'istruzione dibattimentale.

#### Interrotti in fase istruttoria

##### Finanziamento illecito ai partiti
Il 16 aprile 2014 la procura di Napoli (nella persona del PM Henry John Woodcock), deposita nuovi documenti nei quali Berlusconi è indagato per il reato di finanziamento illecito ai partiti a causa di finanziamenti che sarebbero stati erogati negli anni scorsi al Movimento Italiani nel Mondo, che faceva riferimento a Sergio De Gregorio. Nel Maggio del 2014 parte la fase istruttoria.

##### Corruzione dei senatori Razzi e Scilipoti
L'indagine parte nel 2013 da un esposto alla procura di Roma da parte dell'ex pm e politico Antonio Di Pietro riguardante la presunta corruzione dei senatori del suo partito Antonio Razzi e Domenico Scilipoti per passare dall'IdV al PdL tenendo così in piedi la maggioranza nel dicembre 2010. La procura apre un'indagine ma i successivi accertamenti non consentono di formulare un'ipotesi di reato spingendo i pm a chiedere al gip Gaspare Sturzo di archiviare l'indagine ma quest'ultimo rigetta la richiesta portando la procura a riaprire l'inchiesta.

##### Stragi del 1992-1993 (secondo fascicolo)
La procura di Firenze, nel 2017, ha ottenuto dal GIP la riapertura del fascicolo, archiviato nel 1998, e ha delegato gli accertamenti alla Direzione investigativa antimafia, basandosi sulle parole del boss Giuseppe Graviano, intercettato nell'ambito del processo Trattativa Stato-mafia mentre parlava dell'ex presidente del Consiglio e di Marcello Dell'Utri.

## Dichiarazioni e ricostruzioni
Silvio Berlusconi si disse certo, in diverse dichiarazioni rilasciate alla stampa, che i processi penali a cui fu sottoposto a più riprese costituivano una manifesta persecuzione giudiziaria orchestrata da quelle che lui definiva «toghe rosse», cioè da magistrati vicini ai partiti e alle ideologie di sinistra (tra cui Magistratura democratica), che utilizzarono illegittimamente la giustizia a fini di lotta politica, nonostante le prime indagini risalgano al 1979, ovvero siano di gran lunga precedenti al suo ingresso in politica avvenuto nel 1994.
Silvio Berlusconi affermò però più volte che le indagini seguirono la sua "discesa in campo" e denunciò i magistrati milanesi, presso la procura di Brescia, per il reato di attentato ad organo costituzionale. La denuncia fu archiviata, e nelle motivazioni si legge:
(Carlo Bianchetti, giudice per le udienze preliminari di Brescia, ordinanza di archiviazione della denuncia, 15 maggio 2001)
Nel 2001 Marco Travaglio, riportando nel suo libro L'odore dei soldi le dichiarazioni rese ai magistrati da un ex dirigente della DC milanese, affermò che Berlusconi diceva che senza Craxi rischiava il fallimento e il carcere: per questo Dell'Utri organizzò la fondazione fulminea del nuovo partito Forza Italia, grazie al quale successo poté far approvare le cosiddette leggi ad personam varate dai governi da lui presieduti. Inoltre, sebbene sia vero che fino al 2013 Berlusconi non avesse mai subito una condanna definitiva nei processi che lo riguardano, di fatto in alcuni casi gli sarebbe stata addebitata la responsabilità dei reati contestatigli, e che egli fu salvato da una sicura condanna solamente dal sopraggiungere della prescrizione, di amnistie, o di norme più favorevoli redatte ad hoc dai suoi avvocati difensori (principalmente Niccolò Ghedini e Piero Longo, membri del Parlamento eletti con Forza Italia, il PdL, e di nuovo Forza Italia) e approvate dalla sua maggioranza parlamentare.
Infine, riguardo all'accusa di accanimento da parte delle cosiddette "toghe rosse", Berlusconi in realtà avrebbe de facto tratto giovamento dal riconoscimento dalla rilevanza sociale che gli derivò dalla nomina a presidente del Consiglio, venendogli riconosciute le attenuanti generiche negate ad altri imputati come Cesare Previti.